# شبكة كمية
الشبكات الكمية عنصر مهم في أنظمة الحوسبة والاتصالات الكمية. وتسهل نقل المعلومات في شكل بتات كمية كيوبتات، بين معالجات كمية منفصلة ماديا. والمعالج الكمي حاسوب كمي صغير قادر على تطبيق عمليات منطقية كمية على عدد معين من الكيوبتات. والشبكات الكمية تعمل بطريقة مشابهة للشبكات الكلاسيكية. والفرق الرئيسي أن الشبكات الكمومية، مثل الحوسبة الكمومية، أفضل في حل مشاكل معينة، مثل نمذجة الأنظمة الكمومية.